# Новоягодное (Омская область)
Новоя́годное — село в Знаменском районе Омской области. Административный центр Новоягодинского сельского поселения.

## История
Основано в 1798 году. В 1928 году село состояло из 113 хозяйств, основное население — русские. В административном отношении являлось центром Ново-Ягодинского сельсовета Знаменского района Тарского округа Сибирского края.

## Население
| 1926 | 2002 | 2010 |
| ---- | ---- | ---- |
| 537  | ↘484 | ↘427 |

## Улицы
| - ул. 40 лет Победы, - ул. Зелёная, - пер. Зелёный, | - ул. Кооперативная, - ул. Ленина, - ул. Мира, | - ул. Северная, - ул. Советская, - ул. Школьная. |